# Estigmene
Estigmene is een geslacht van vlinders van de familie spinneruilen (Erebidae).

## Soorten
- E. acrea (Drury, 1773)
- E. albida Stretch, 1874
- E. angustipennis (Walker, 1855)
- E. ansorgei Rothschild, 1910
- E. atrifascia (Hampson, 1907)
- E. bayoni Berio, 1935
- E. brosi de Toulgoët, 1986
- E. ceylonensis Hampson, 1901
- E. conjuncta Hampson, 1901
- E. flaviceps Hampson, 1907
- E. florescens Moore, 1879
- E. griseata Hampson, 1916
- E. griseipennis Bartel, 1903
- E. imbuta Walker, 1855
- E. integra Walker, 1855
- E. internigralis Hampson, 1905
- E. irregularis Moore, 1882
- E. laglaizei Rothschild, 1910
- E. lativitta Moore, 1879
- E. lemniscata Distant, 1898
- E. linea Walker, 1855
- E. liparidoides Rothschild, 1910
- E. melanoxantha Gaede, 1926
- E. menthastrina Martyn, 1797
- E. multivittata Rothschild, 1910
- E. neuriastis Hampson, 1907

- E. nigricans Moore, 1872
- E. obliquifascia Hampson, 1894
- E. ochreomarginata Bethune-Baker, 1909
- E. pamphilia Kiriakoff, 1958
- E. perima Boisduval
- E. perrotteti Guérin-Meneville, 1844
- E. quadriramosa Kollar, 1844
- E. rothi Rothschild, 1910
- E. sabulosa Romieux, 1943
- E. scita Walker, 1864
- E. senegalensis Rothschild, 1933
- E. takanoi Sonan, 1934
- E. tenuistrigata Hampson, 1900
- E. testaceoflava Rothschild, 1933
- E. tripartita Walker, 1855
- E. trivitta (Walker, 1855)
- E. unilinea Rothschild, 1910
- E. vittata Moore, 1879
- E. williami Rothschild, 1910